# Bertrana laselva
Bertrana laselva Levi, 1989 è un ragno appartenente alla famiglia Araneidae.

## Etimologia
Il nome proprio della specie deriva dalla località costaricana di La Selva, nel circondario di Puerto Viejo

## Distribuzione
La specie è stata reperita nella Costa Rica: l'olotipo è stato rinvenuto presso Puerto Viejo, (provincia di Heredia)

## Tassonomia
Al 2012 non sono note sottospecie e dal 1989 non sono stati esaminati nuovi esemplari.